# Окниця (станція)
Окниця (рум. Gara Ocnița) — вузлова залізнична станція у місті Окниця на півночі Молдови. Від станції відгалужуються лінії у трьох напрямках — на Чернівці, Могилів-Подільський та Бєльці.

## Пасажирське сполучення
На станції Окниця зупиняється поїзд міжнародного сполучення Київ — Кишинів.
6 листопада 2022 року, о 02:58, на станцію прибув пасажирський поїзд № 351/352 сполученням Київ — Кишинів. Пряме залізничне сполучення між двома столицями було припинено з 1998 року. Поїзд курсував тричі на тиждень і прямує через станції Вінниця, Жмеринка, Могилів-Подільський, Унгени тощо. Маршрут міжнародного сполучення має стиковку на станції Унгени з можливістю здійснити узгоджену пересадку до станції Ясси (Румунія), де розташований міжнародний аеропорт. З 14 грудня 2023 року поїзд курсує через день.